# تمیک (منطقه هدنین)
تمیک (منطقه هدنین) (به چکی: Těmice (Hodonín District)) یک ناحیه در جمهوری چک است که در ناحیه هودونین واقع شده‌است.

## خصوصیات
تمیک ۳٫۷۸ کیلومترمربع مساحت و ۸۹۶ نفر جمعیت دارد و ۲۱۰ متر بالاتر از سطح دریا واقع شده‌است.